# Rheinbach
 (mai 2012).
Si vous disposez d'ouvrages ou d'articles de référence ou si vous connaissez des sites web de qualité traitant du thème abordé ici, merci de compléter l'article en donnant les références utiles à sa vérifiabilité et en les liant à la section « Notes et références ».
Rheinbach est une ville de Rhénanie-du-Nord-Westphalie (Allemagne), située dans l'arrondissement de Rhin-Sieg, dans le district de Cologne, dans le Landschaftsverband de Rhénanie.

## Jumelage
- Deinze (Belgique)
- Kamenický Šenov (Tchéquie)
- Sevenoaks (Angleterre)
- Villeneuve-lès-Avignon (France)

## Personnalités liées à la communauté
- Tim Lobinger (1972-2023), athlète allemand.
- Elke Erb (1938-2024), traductrice et poéte allemande.